# ダイヴ アラート
『ダイブ アラート』（DIVE ALERT）は、サクノスより1999年8月19日に発売されたネオジオポケットカラー用シミュレーションRPGである。「ダイヴ アラート バーン編」「ダイヴ アラート レベッカ編」が同時発売された。
潜水艦を操作してミッションをこなす内容で、両バージョンで潜水艦の種類が異なる。
ネオジオポケット用通信アダプタを用いた1作目のソフトでもある。
| スタブアイコン | サブスタブ | この項目は、まだ閲覧者の調べものの参照としては役立たない、コンピュータゲームに関連した書きかけの項目です。この項目を加筆・訂正などしてくださる協力者を求めています（P:コンピュータゲーム/PJ:コンピュータゲーム）。 |